# 菊泉寿三吉 (2代目)
菊泉 寿三吉（きくせん すみきち、1962年6月2日 - ）は、新舞踊菊泉流の三代目家元。本名は東城 勝治（とうじょう かつじ）。
菊泉流に属し、2017年 に「菊泉寿三吉」の名跡を継承した。

## 経歴
- 1962年 東京都葛飾区で生まれる。
- 1974年 四つ木白髭神社の盆踊りで菊泉寿三保と出会い入門する。
- 初稽古の曲目は『白頭山節』(唄 鳴海重光) ビクター MV-257
- 1976年 菊泉流名取の資格を取得。芸名に菊泉寿三城を命名。
- ９月５日 第4回 菊泉流舞踊大会にて『槍さび』(唄 市 丸) ビクター OV-517-S を披露する。
- 1978年 菊泉寿三保の退流により(当時)家元 菊泉寿三吉（吉田代次郎）の直弟子となる。
- 四つ木町会敬老会（寿三保指導教室）と、四つ木町会盆踊りの指導を引き継ぐ。
- 1983年 四つ木町会盆踊りの指導を辞退する。
- 1986年 師範に昇格。
- 1991年 菊泉流の組織改編により地区代行という格式になる。
- 1993年 北島三郎の『炎の男』を初めて振り付けした。

## 振り付け曲
- 1993年『炎の男』（唄 北島三郎）
- 1996年『男　道』（唄 北島三郎）
- 1996年『お祭り小町節』（唄 小夏&ひょっとこ）
- 1996年『義経残照』（唄 石垣まさひろ）
- 1997年『風流江戸小唄なんてね』（唄 夏木亞美）
- 1997年『むすめ神輿』（唄 鶴岡真紀）